# ЦЕФЛ лига 2014.
ЦЕФЛ лига 2014. је девета сезона ЦЕФЛ лиге. У лиги учествује четири клуба. Два клуба су из Србије, a по један из Словеније и Мађарске.
Сезона је почела 29. марта 2014. године утакмицом између прошлогодишњег шампиона Вукова Београд и Вулвса Будимпешта. Титулу победника ЦЕФЛ лиге освојили су Вукови Београд који су у финалу са 27:17 у гостима победили Љубљана силверхоксе.

## Систем такмичења
У регуларном делу сезоне игра се двоструки лига систем, свако са сваким по две утакмице, укупно сваки клуб одигра по шест утакмица. Два првопласирана клуба пласирају се у финале. Предност домаћег терена има екипа која је била прва у регуларном делу.

## Клубови
| Екипа       | Место      |
| ----------- | ---------- |
| Вајлд борси | Крагујевац |
| Вукови      | Београд    |
| Вулвси      | Будимпешта |
| Силверхокси | Љубљана    |

## Резултати[1]
| Датум          | Клуб                   | Клуб                   | Резултат    |
| -------------- | ---------------------- | ---------------------- | ----------- |
| 29. март 2014  | Вукови Београд         | Вулвси Будимпешта      | 64:19       |
| 12. април 2014 | Вукови Београд         | Вајлд борси Крагујевац | 17:16       |
| 19. април 2014 | Силверхокси Љубљана    | Вукови Београд         | 15:6        |
| 19. април 2014 | Вулвси Будимпешта      | Вајлд борси Крагујевац | 22:26       |
| 3. мај 2014    | Вајлд борси Крагујевац | Вукови Београд         | 30:24       |
| 10. мај 2014   | Вулвси Будимпешта      | Силверхокси Љубљана    | 0:41        |
| 17. мај 2014   | Вајлд борси Крагујевац | Вулвси Будимпешта      | 35:0 (с.р.) |
| 25. мај 2014   | Силверхокси Љубљана    | Вајлд борси Крагујевац | 33:40       |
| 1. јун 2014    | Вукови Београд         | Силверхокси Љубљана    | 48:20       |
| 22. јун 2014   | Вајлд борси Крагујевац | Силверхокси Љубљана    | 9:30        |
| 22. јун 2014   | Вулвси Будимпешта      | Вукови Београд         | 14:50       |
| 28. јун 2014   | Силверхокси Љубљана    | Вулвси Будимпешта      | 55:6        |

## Табела[2]
|  | Пласирали се у финале |

| #  | Клуб                   | ИГ | П | ИЗ | ГД  | ГП  | ГР   | %     |
| -- | ---------------------- | -- | - | -- | --- | --- | ---- | ----- |
| 1. | Вукови Београд         | 6  | 4 | 2  | 209 | 114 | +95  | 0.600 |
| 2. | Силверхокси Љубљана    | 6  | 4 | 2  | 194 | 109 | +89  | 0.600 |
| 3. | Вајлд борси Крагујевац | 6  | 4 | 2  | 156 | 126 | +30  | 0.600 |
| 4. | Вулвси Будимпешта      | 6  | 0 | 6  | 61  | 271 | -210 | 0.000 |

ИГ = одиграо, П = победио, ИЗ = изгубио, ГД = голова дао, ГП = голова примио, ГР = гол-разлика, % = проценат успешности

## Финале
| Датум        | Клуб                | Клуб           | Резултат |
| ------------ | ------------------- | -------------- | -------- |
| 20. јул 2014 | Силверхокси Љубљана | Вукови Београд | 17:27    |

| Првак ЦЕФЛ лиге 2014.    |
| ------------------------ |
| Вукови Београд 6. титула |